# Гордієнко Михайло Іванович
Михайло Іванович Гордієнко (4 квітня 1924, Київ — 8 червня 2009, Київ) — український науковець-лісівник, педагог. Доктор біологічних наук (1970), професор (1973). Заслужений діяч науки і техніки України (1998). Дослідник стану та інтенсивності росту інтродукованих деревних рослин, впливу чистих та змішаних насаджень на мікроклімат та сукцесію трав'янистих рослин.
Майже півстоліття — професор Української сільськогосподарської академії (пізніше — Національний аграрний університет України; 1961—2009), засновник власної наукової школи науковців-лісокультурників. Один із фундаторів та перших академіків Лісівничої академії наук України. Автор близько 300 наукових робіт, учень професора Бориса Логгінова.

## Життєпис
Народився 4 квітня 1924-го року у Києві в родині лікаря.
З 1941-го по 1943-й роки — токар Київського заводу № 145 ім. Куйбишева. У 1948-му році закінчив Київський експлуатаційний технікум.
З 1948-го по 1953-й рік навчався на лісогосподарському факультеті Київського лісогосподарського інституту. Під час канікул працював техніком-гербаристом у науковій експедиції під керівництвом майбутнього професора Юхима Єліна. Виконав дипломну роботу «Культури бархата амурського» під керівництвом доцента Миколи Ягніченка.
Після закінчення інституту працював інженером, начальником пошукової партії, головним інженером проєктів в «Укрдіпролісі» та Головному управлінні водного господарства.
У 1958-му році зарахований до аспірантури кафедри лісових культур Української сільськогосподарської академії. Через три роки закінчив її, здобувши науковий ступінь кандидата біологічних наук із дисертацією на тему «Опыт создания насаждений амурского бархатного дерева в правобережной лесостепи УССР» (науковий керівник — професор Борис Логгінов).
Відтоді ж, з 1961-го року — асистент кафедри лісових культур. У 1970-му році здобув науковий ступінь доктора біологічних наук, захистивши дисертацію на тему «Ясени в лесных ценозах равнинной части Украины». Через два роки Михайлу Гордієнку було присуджено вчене звання професора.

Могила Михайла Гордієнка, Байкове кладовище

Працював до останнього, навіть після 80-річного ювілею. Помер на 86-му році життя 8 червня 2009-го року. Похований на Байковому кладовищі.

### Родина
Дружина — науковиця, кандидат хімічних наук Лідія Гордієнко. Донька — науковиця, кандидат біологічних наук Наталія Гордієнко. Брат — науковець, доктор біологічних наук Іван Гордієнко (1918—1986).

## Наукова та педагогічна діяльність
На початку 1970-х років, за дорученням Міністерства лісового господарства Молдавської РСР, Михайло Гордієнко та інші науковці лісогосподарського факультету встановили етіологію всихання дуба звичайного, виявили першопричини та фактори цього природного явища, розробили комплекс заходів з підвищення стійкості дерева.
У 1981-му році заснував власну наукову школу науковців-лісокультурників, керував аспірантами. Під керівництвом Михайла Гордієнка захистилися близько 30-ти кандидатів та докторів наук, серед яких Анатолій Гойчук, Григорій Леонтяк, Володимир Шлапак, Сергій Ковалевський тощо. Працював у спеціалізованих вчених радах Києва та Львова, у 1993-му році став одним із засновників та перших академіків Лісівничої академії наук України. У 1998-му році був нагороджений званням «Заслужений діяч науки і техніки України».
На педагогічній роботі читав лекції, керував дипломними роботами студентів, займався науковими дослідженнями. Вивчав стан та інтенсивність росту інтродукованих деревних рослин, вплив чистих та змішаних насаджень на мікроклімат та сукцесію трав'янистих рослин. За своє життя створив близько 300 наукових робіт, які використовувалися у Словаччині, Польщі, Канаді, США тощо.

## Науковий доробок (частковий)
- 1958 — «Производительность насаждения с участием ясеня обыкновенного и бархата амурского» [Текст] / Укр. респ. правл. Науч.-техн. о-ва сельского и лесного хозяйства. — Киев: [б. и.], 1958. — 16 с. : ил.; 20 см.
- 1960 — «Опыт создания насаждений амурского бархатного дерева в правобережной лесостепи УССР»: диссертация кандидата сельскохозяйственных наук : 06.00.00. — Киев, 1960. — 179 с. : ил. + Прил. (44 с.).
- 1970 — «Ясени в лесных ценозах равнинной части Украины»: диссертация доктора биологических наук : 03.00.00. — Киев, 1970. — 471 с. : ил.
- 1976 — «Опыт выращивания культур бархата амурского» [Текст] / Б. И. Логгинов, М. И. Гордиенко. — Москва: Лесная пром-сть, 1976. — 152 с. : ил.; 16 см.
- 1992 — «Культуры сосны и их защита от болезней и вредителей» (у співавторстві)
- 1993 — «Культуры дуба в дубравах» (у співавторстві)
- 1995 — «Лісові культури» (у співавторстві)
- 1995 — «Сосна обыкновенная: ее особенности, создание культур, производительность» (у співавторстві)
- 1995 — «Догляд за грунтом в культурах сосни звичайної» (у співавторстві)
- 1996 — «Вейгелы и кольквиция, использование в культуре» (у співавторстві)
- 1996 — «Культуры сосны обыкновенной и радиоактивное загрязнение» (у співавторстві)
- 1996 — «Липа дрібнолиста і культури з її участю» (у співавторстві)
- 1996 — «Лісові культури сосни звичайної на Півдні Київського Полісся» (у співавторстві)
- 1996 — «Ясени в Україні» (у співавторстві)
- 1998 — «Пристепові бори України» (у співавторстві)
- 1999 — «Штучні ліси в дібровах» (у співавторстві)
- 2000 — «Культури дуба пухнастого» (у співавторстві)
- 2000 — «Дуб пушистый. Биология, экология, лесоводственные свойства, возобновление насаждений» (у співавторстві)
- 2001 — «Інтродуценти в дібровах Полісся та Лісостепу України» (у співавторстві)
- 2002 — «Культури сосни звичайної в Україні» (у співавторстві)
- 2002 — «Чагарникові верби рівнинної частини України (біологія, екологія, використання)» (у співавторстві)
- 2004 — «Патологія дібров» (у співавторстві)
- 2005 — «Лісівничі властивості деревних рослин» (у співавторстві)
- 2014 — «Біоекологічні та технологічні основи відтворення високопродуктивних соснових насаджень в умовах Полісся України» (посмертне видання; у співавторстві)